# SS-Schule Avegoor
Die SS-Schule Avegoor war eine 1941 gegründete nationalsozialistische Ausbildungsstätte für „germanische“ SS-Freiwillige in der Nähe der niederländischen Stadt Arnheim.

## Werdegang
Nachdem das Deutsche Reich im Zweiten Weltkrieg am 10. Mai 1940 die neutralen Niederlande angegriffen hatte, standen die Niederlande in der Zeit vom 15. Mai 1940 bis zum 5. Mai 1945 unter deutscher Besatzung. Am 16. September 1940 wurde die Nederlandsche SS (niederländische SS) gegründet. Die unbewaffnete Formation war formell Teil der nationalsozialistischen Partei der Niederlande, Nationaal-Socialistische Beweging (N.S.B.). Es handelte sich bei der niederländischen SS also zunächst um eine politische, nicht um eine militärische Organisation.
In dem 1847 erbauten Landhaus Avegoor bei Ellecom, nordöstlich von Arnheim, war Ende der 1930er Jahre eine Ferienanlage des „Nederlandse Bond van Personeel in Overheidsdienst“ („Niederländischer Bund der Angestellten im öffentlichen Dienst“) namens „Troelstra Oord“ untergebracht. Am 27. September 1940 beschlagnahmte die deutsche Wehrmacht die zum Gut Avegoor gehörenden Häuser und deren Inventar. Dort wurden zunächst Einheiten der SS-Nachschub-Division „Der Führer“ stationiert, ab 28. Dezember 1940 der Stab des I./Flak-Regiments 33.
Am 1. Mai 1941 wurde in Avegoor eine Schule für niederländische SS-Freiwillige eröffnet. Diese Schule, die einzige ihrer Art in den Niederlanden, war eine Einrichtung der Waffen-SS und unterstand dem SS-Hauptamt in Berlin. Sie diente der militärischen und ideologischen Schulung vor allem von Angehörigen der niederländischen SS. Während der ein- bis sechswöchigen Kurse in Avegoor trugen die niederländischen SS-Freiwilligen Uniformen der Waffen-SS. Sie erlernten unter anderem den Umgang mit Waffen, absolvierten (Wehr-)Sportübungen und erhielten weltanschaulichen Unterricht sowie Lehrgänge in deutscher Sprache. Etwa zwei Drittel der Mitglieder der niederländischen SS traten im weiteren Verlauf des Zweiten Weltkriegs der Waffen-SS bei und wurden als Soldaten an der deutschen Ostfront eingesetzt.
Ab Oktober 1941 unterstand die SS-Schule Avegoor dem ehemaligen Befehlshaber des SS-Wachbataillons Nordwest, SS-Hauptsturmführer Alfons Brendel (geb. 18. März 1912), der bei der SS Sport unterrichtete. Brendel legte großen Wert auf eine paramilitärische Ausbildung der niederländischen SS-Freiwilligen. Von Mai bis September 1942 war Brendel der SS-Division „Wiking“ zugeteilt; während dieser Zeit stand Avegoor unter dem Kommando von SS-Obersturmführer Horst Schwertfeger (geb. 13. August 1916). Ab September 1942 übernahm dann wieder Brendel die Führung der SS-Schule Avegoor.
Ab September 1942 wurden Sportanlagen in Avegoor errichtet, darunter eine Sporthalle, die erhalten geblieben ist. Die schweren Erdarbeiten zur Anlage des Sportplatzes und zum Bau der Turnhalle wurde von jüdischen Zwangsarbeitern aus Amsterdam, Rotterdam und Den Haag ausgeführt. Am 2. und 3. September 1942 trafen 139 jüdischen Männer in Avegoor ein. Sie waren in einem Arbeitslager interniert, das sich in der Villa Irene am Zutphensestraatweg in Ellecom befand. Die Zwangsarbeiter waren unter erbärmlichen Lebensbedingungen im Dachgeschoss der Villa untergebracht, die – zusammen mit dem umliegenden Gelände – als „Judenlager Palästina“ bezeichnet wurde. Die Arbeiten dauerten mehr als elf Wochen. Drei jüdische Männer starben in dieser Zeit an den Folgen der extremen Arbeitsbedingungen, des Nahrungsmangels und der Misshandlungen, viele weitere wurden später in deutschen Vernichtungslagern in Osteuropa umgebracht. Verantwortlich für den Bau der Turnhalle war SS-Hauptscharführer Karl Hautz, Leiter der Zentralbauleitung im Stab des Höheren SS- und Polizeiführers in den besetzten Niederlanden, SS-Gruppenführer Hanns Albin Rauter.
Am 11. April 1943 wurden die Sportanlagen in Avegoor offiziell eingeweiht. Bei der Zeremonie sprachen Henk Feldmeijer, SS-Standartenführer der Germanischen SS (wie die Niederländische SS seit dem 1. November 1942 hieß), Rauter und Brendel. Während der Zeremonie verlieh Rauter 62 Männern der Germanischen SS das Reichssportabzeichen. In seiner Rede wies Rauter darauf hin, dass in Avegoor bereits 60 Lehrgänge abgehalten und 2.000 Mann ausgebildet worden seien.
Während eines kurzen Besuchs in den Niederlanden besuchte der Reichsführer-SS Heinrich Himmler am 1. Februar 1944 auch Avegoor. In seiner Begleitung befanden sich Arthur Seyss-Inquart, Reichsminister und Reichskommissar für die besetzten niederländischen Gebiete, SS-Obergruppenführer Rauter, der Führer des N.S.B., Anton Mussert, und der Chef des SS-Hauptamtes in Berlin, SS-Obergruppenführer und General der Waffen-SS, Gottlob Berger. Himmler überreichte in der Turn- und Exerzierhalle 95 Männern, hauptsächlich Angehörige der Germanischen SS, die Germanische Leistungsrune.
Unter anderem aus Mitgliedern des niederländischen Nationalen Jugendsturm (Nationale Jeugdstorm, NJS) wurde das Feldersatz-Bataillon der SS-Freiwilligen-Brigade „Landstorm Nederland“ unter dem Kommando des 9. November 1943 zum SS-Sturmbannführer beförderten Alfons Brendel gebildet.
Vom 17. bis 26. September 1944 lieferten sich britische und deutsche Militäreinheiten im Rahmen der Operation „Market Garden“ schwere Gefechte in Arnheim, Oosterbeek und Umgebung, darunter die „Schlacht um Arnheim“. Aufgrund dieser Kriegshandlungen wurde das SS-Ausbildungslager Avegoor nach Hoogeveen verlegt und unter dem bisherigen Namen „SS-Ausbildungslager Avegoor“ weitergeführt.
Nach dem Rückzug der Deutschen wurde das Landgut Avegoor von Kanadiern eingenommen, die es kurzzeitig als Notkrankenhaus nutzten.
Kurz nach der Befreiung der Niederlande von der deutschen Besetzung wurden in Avegoor N.S.B.-Anhänger und andere Niederländer aus der Gemeinde Rheden interniert, die mit den Deutschen kollaboriert hatten. Ab dem 10. Juli 1945 erhielt das Internierungslager einen offiziellen Status unter dem Namen „Bewarings- en Verblijfkamp Avegoor“, für das die Generaldirektion für Sonderjustiz mit Sitz in Den Haag zuständig war. Ende 1945 befanden sich dort bereits 1.800 Gefangene, die auf ihren Prozess warteten. Ab Mai 1946 wurden hier auch einige hochrangige deutsche Offiziere während ihres Prozesses in Arnheim festgehalten, darunter Generalmajor Fritz Fullriede und der Chef des Generalstabs beim Wehrmachtbefehlshaber in den Niederlanden, Generalleutnant Heinz-Hellmuth von Wühlisch, die beide an dem Fall Putten im Oktober 1944 beteiligt gewesen waren. Von Wühlisch beging in der Nacht vom 20. zum 21. September 1947 in seiner Zelle in Avegoor Suizid.
Von September 1946 bis zum 1. Dezember 1948 diente Avegoor auch als Lager im Rahmen der Operation Black Tulip, in der in den Niederlanden lebende Deutsche und Österreicher deportiert wurden.
Am 1. Dezember 1948 wurde das Lager Avegoor aufgelöst. Heute befindet sich auf dem Landgut Avegoor ein Hotel.
Mit der SS-Schule Avegoor vergleichbare Schulungseinrichtungen für nicht-deutsche SS-Offiziere waren das SS-Ausbildungslager in Sennheim im Elsass (Cernay (Haut-Rhin)) und das „Haus Germanien“ in Hildesheim.

## Fotogalerie

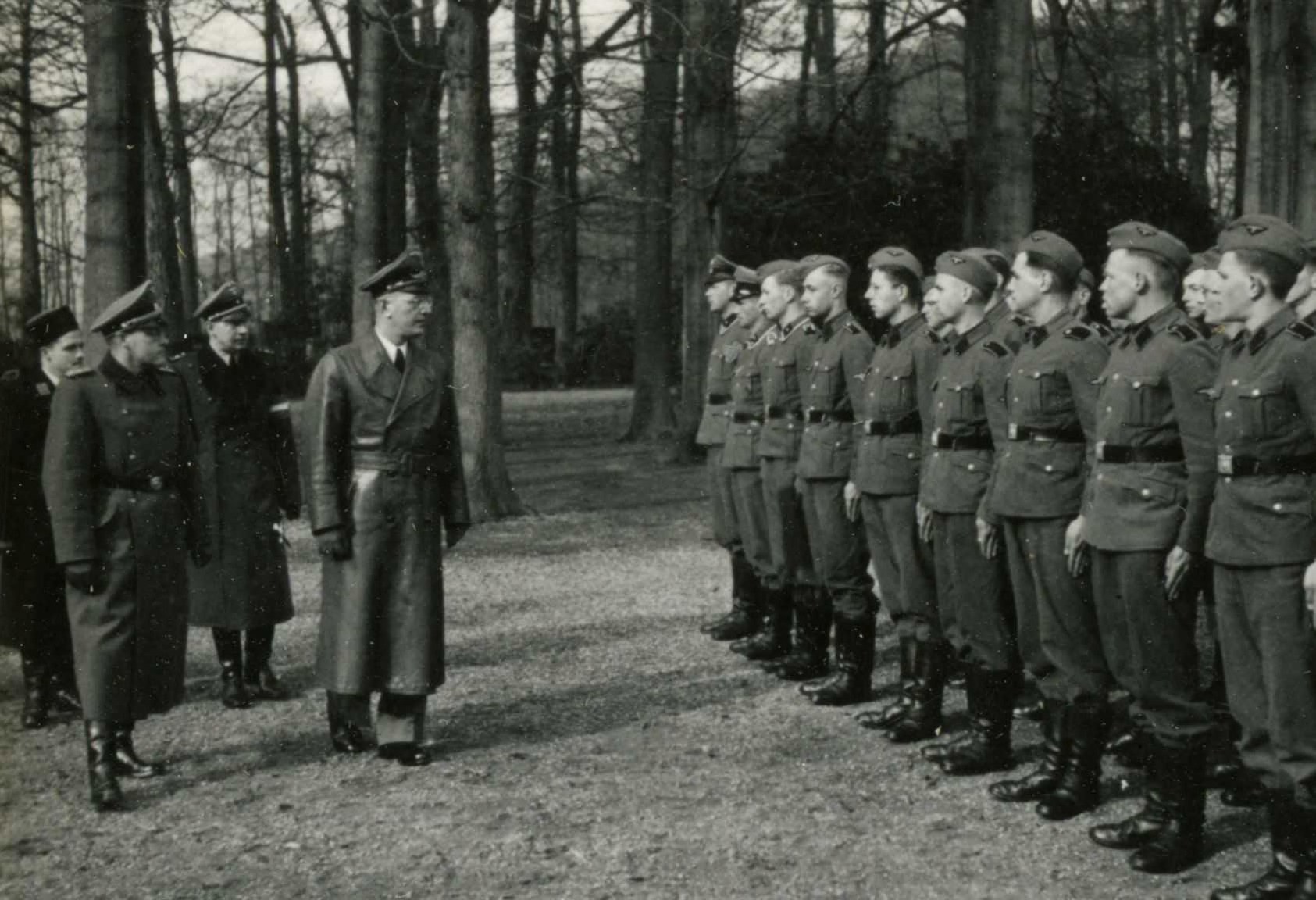
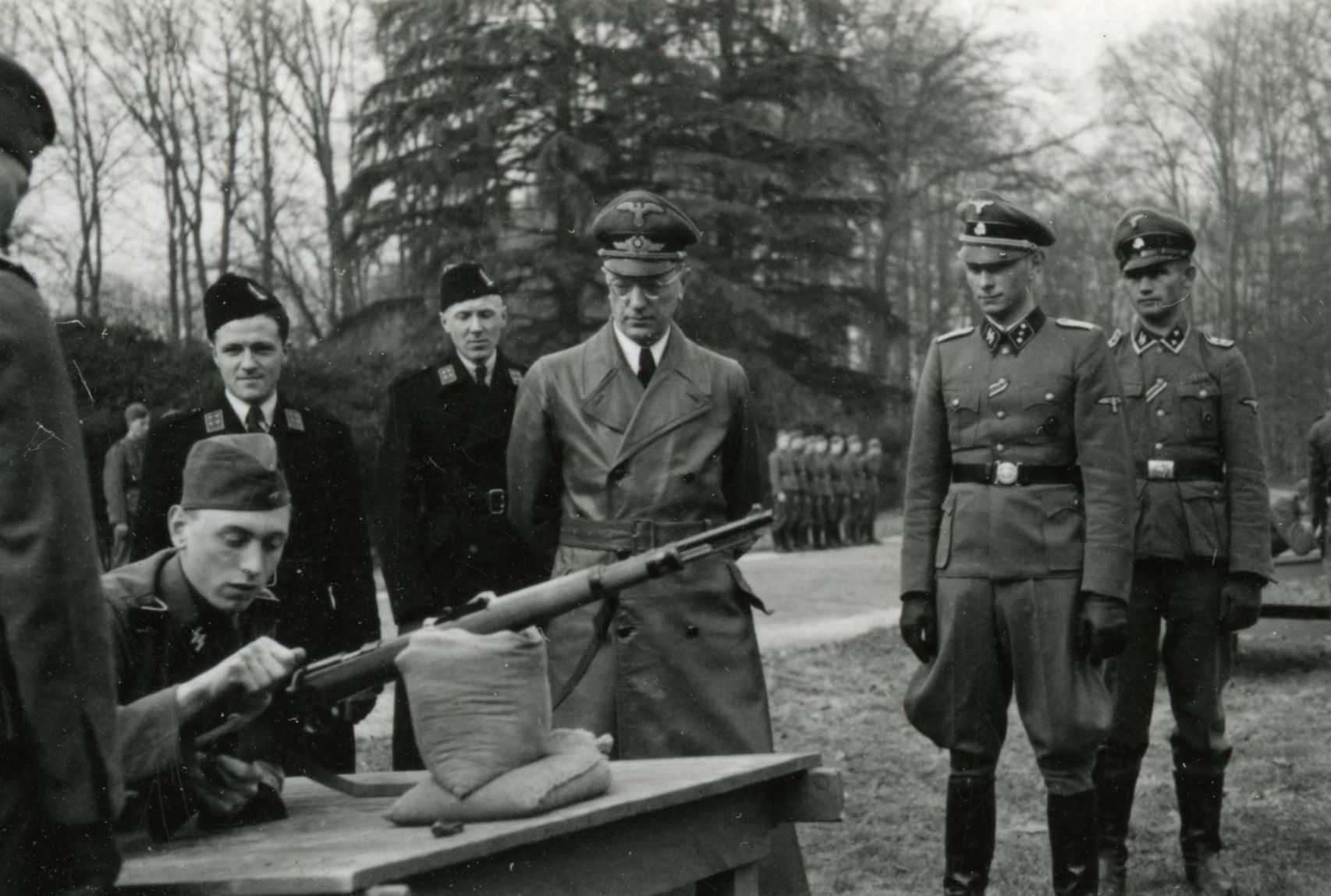
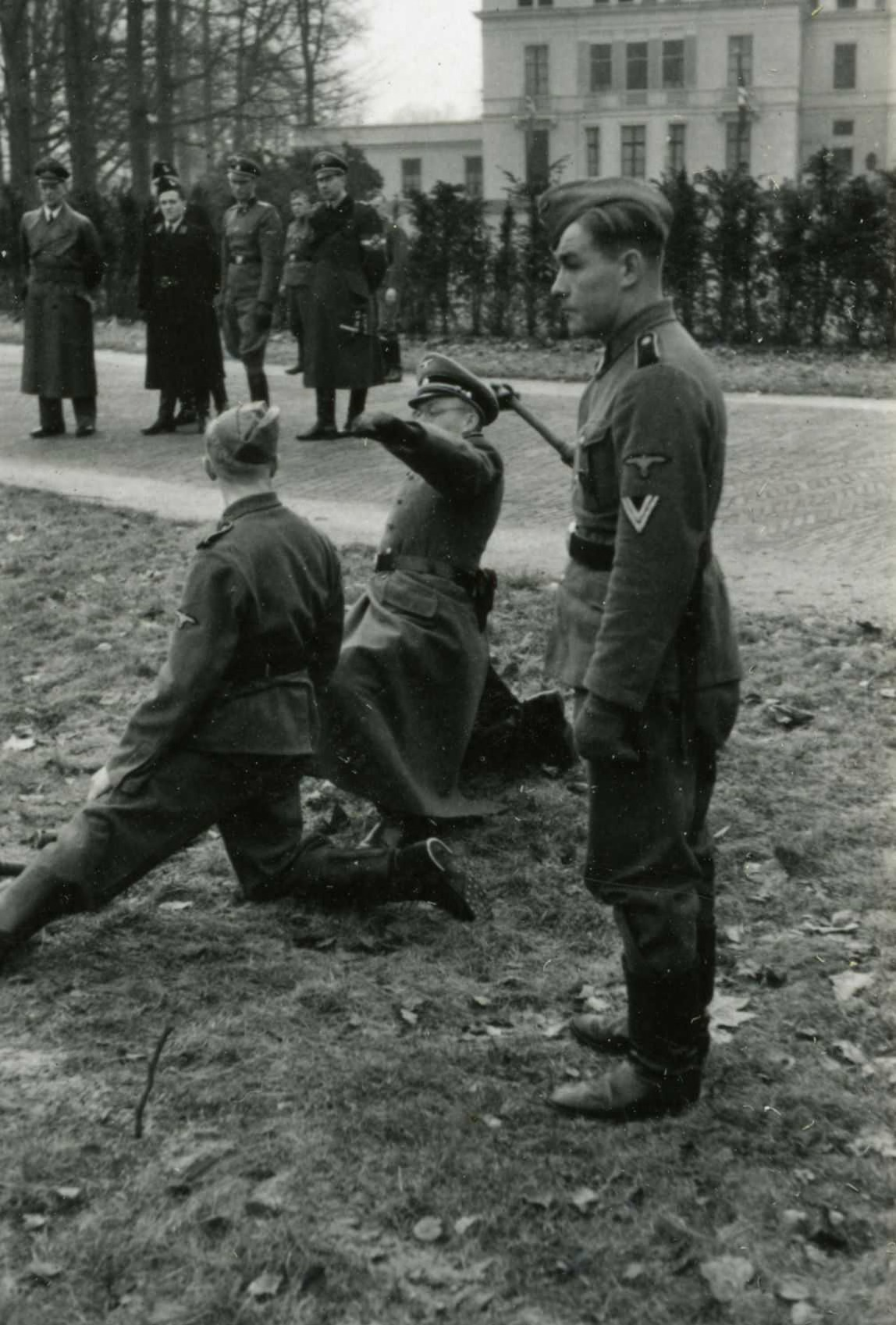
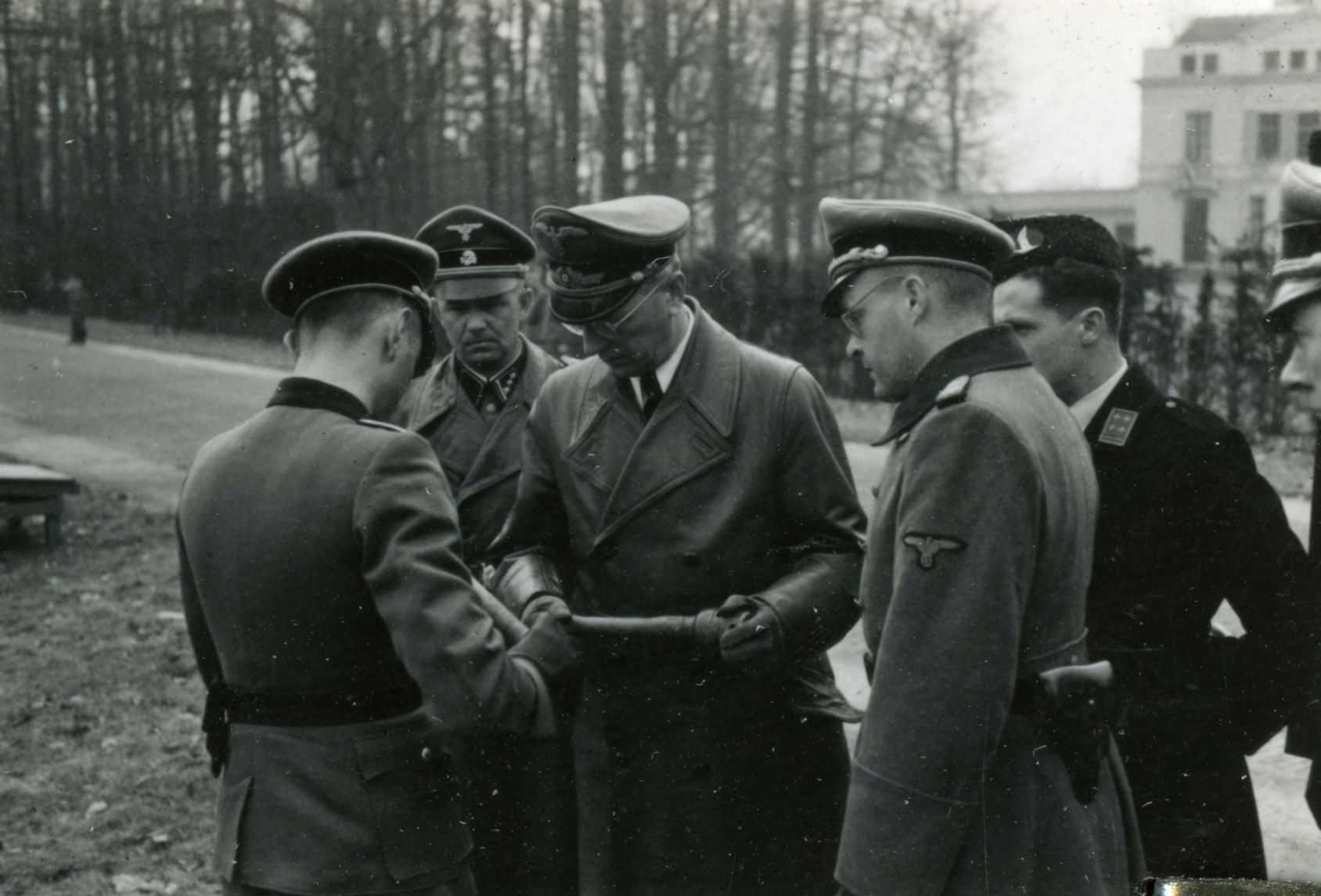
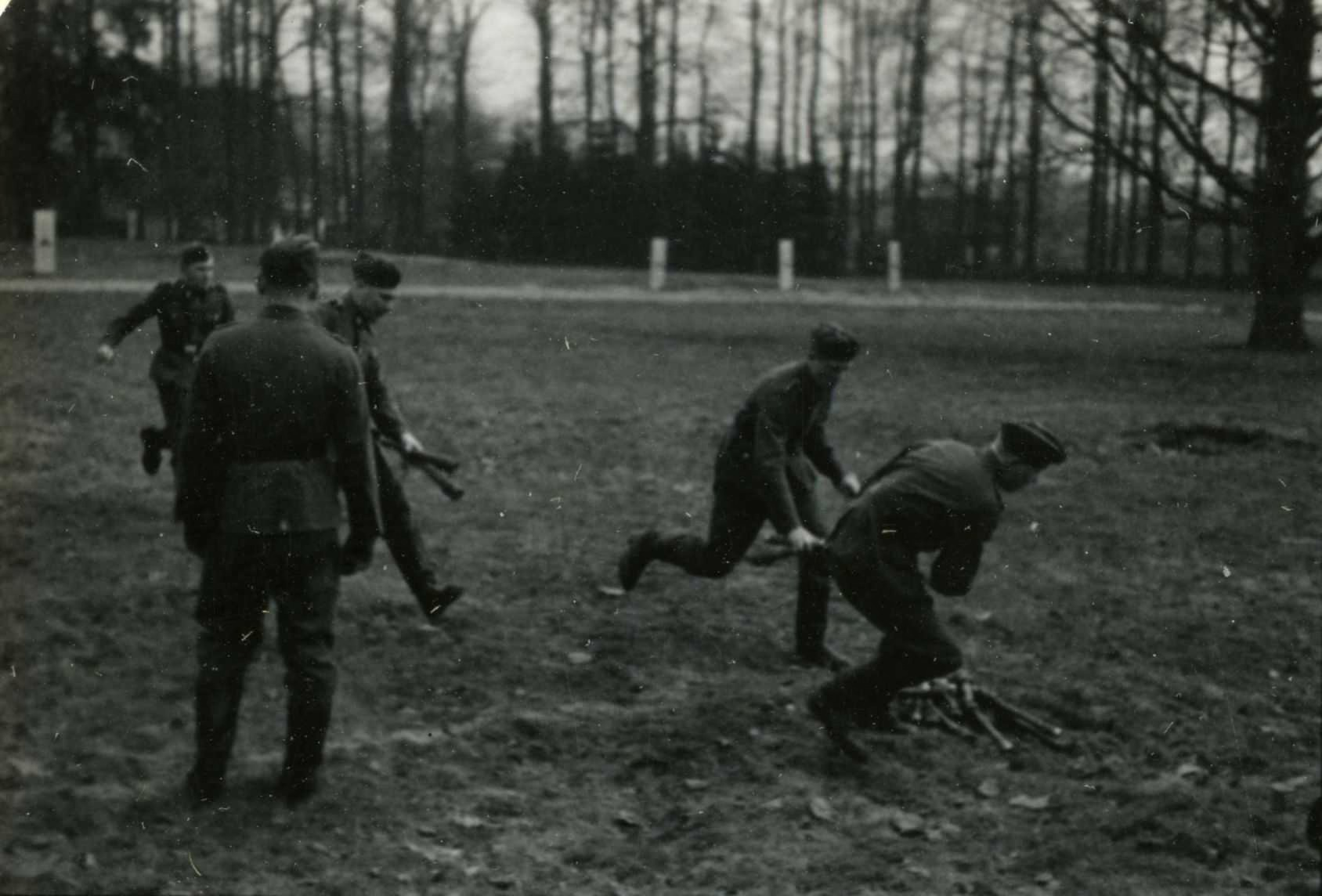
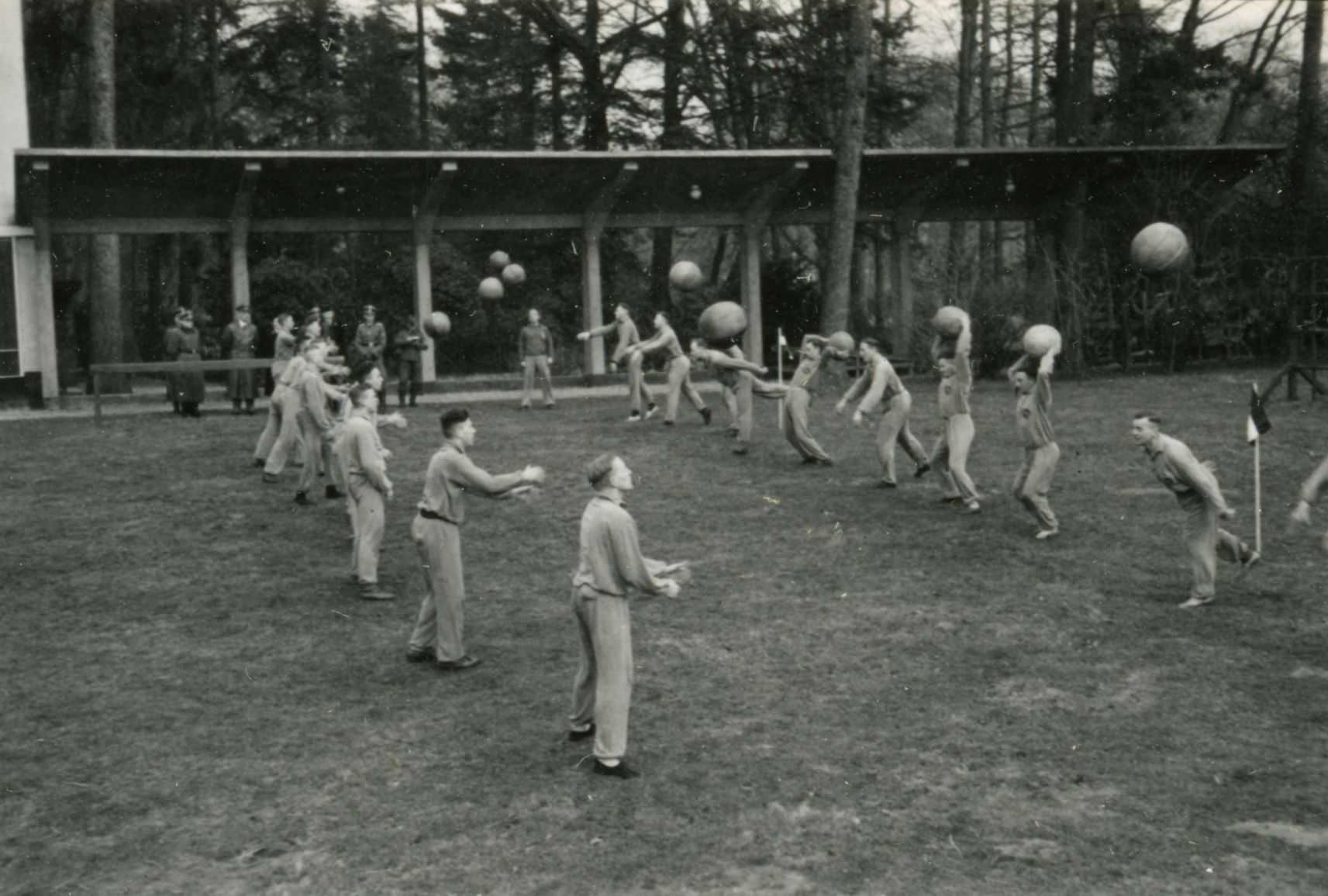
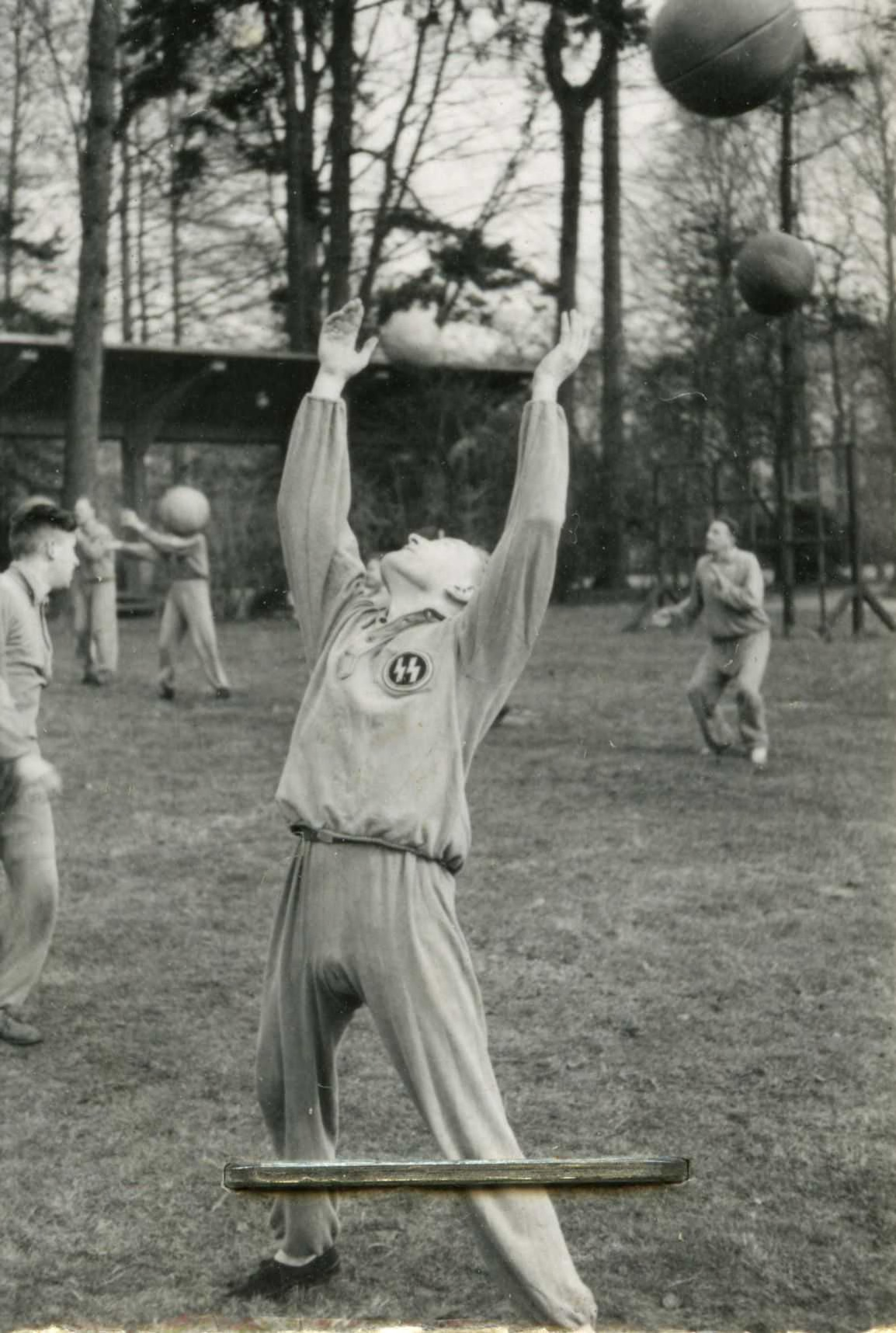
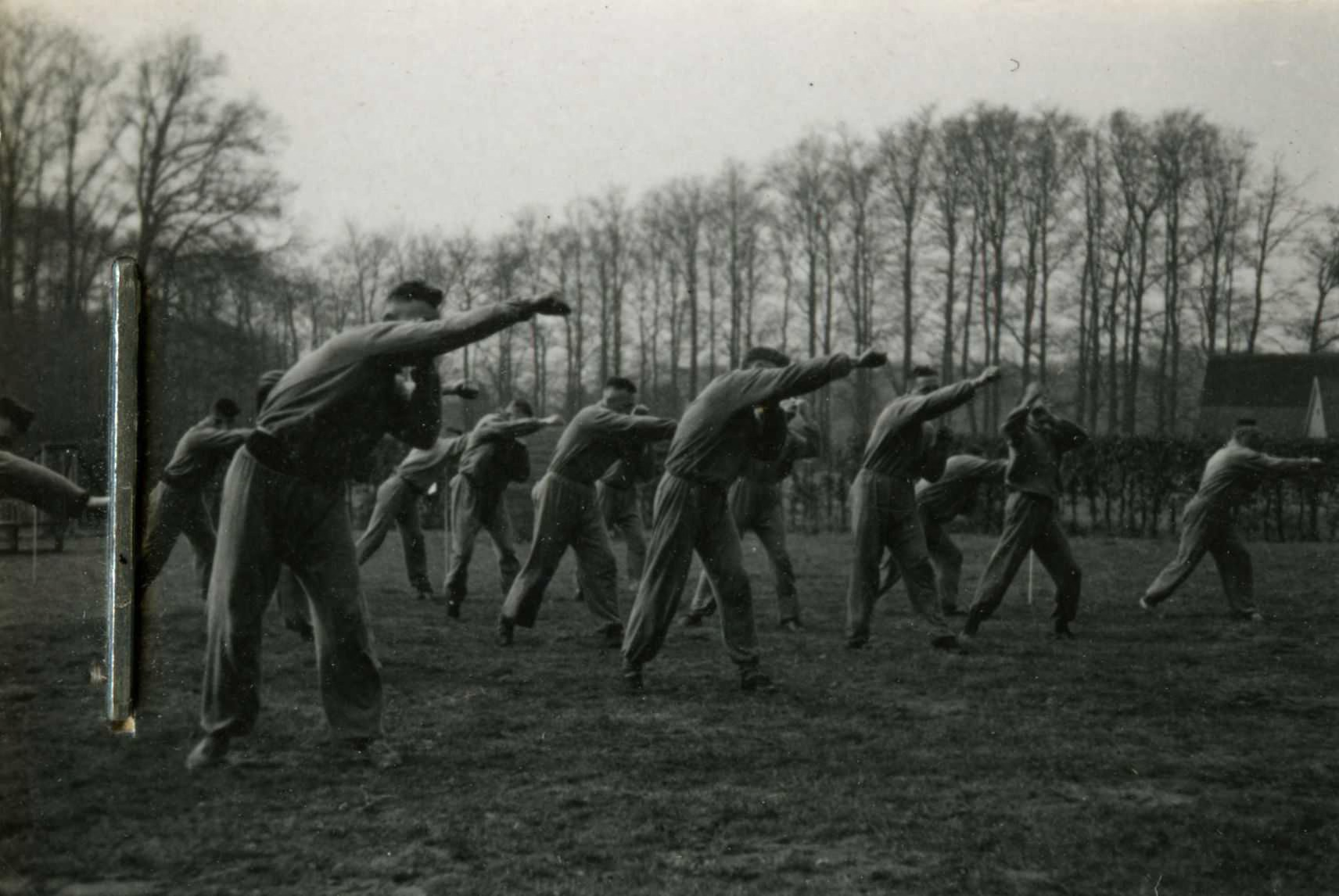
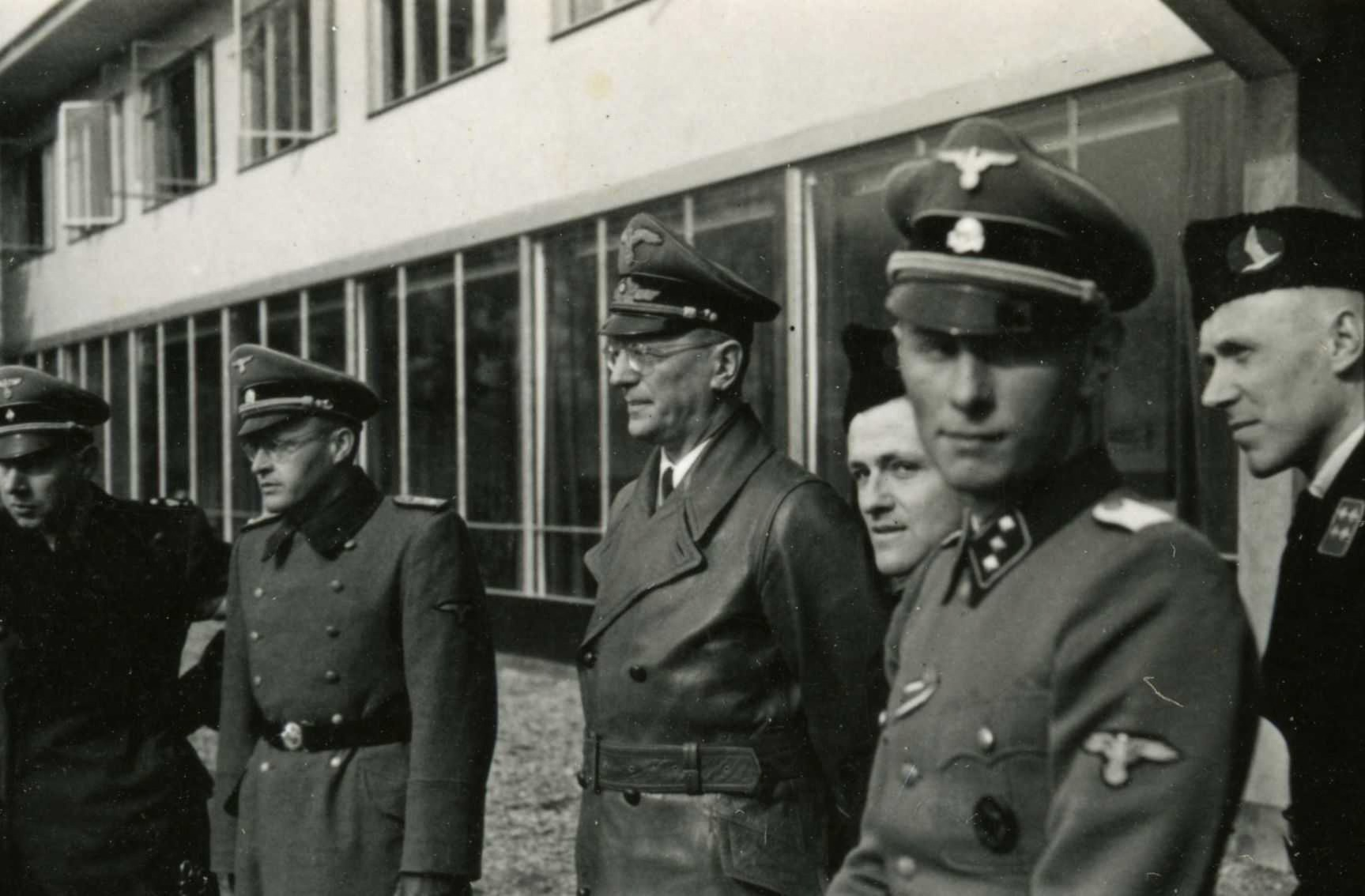
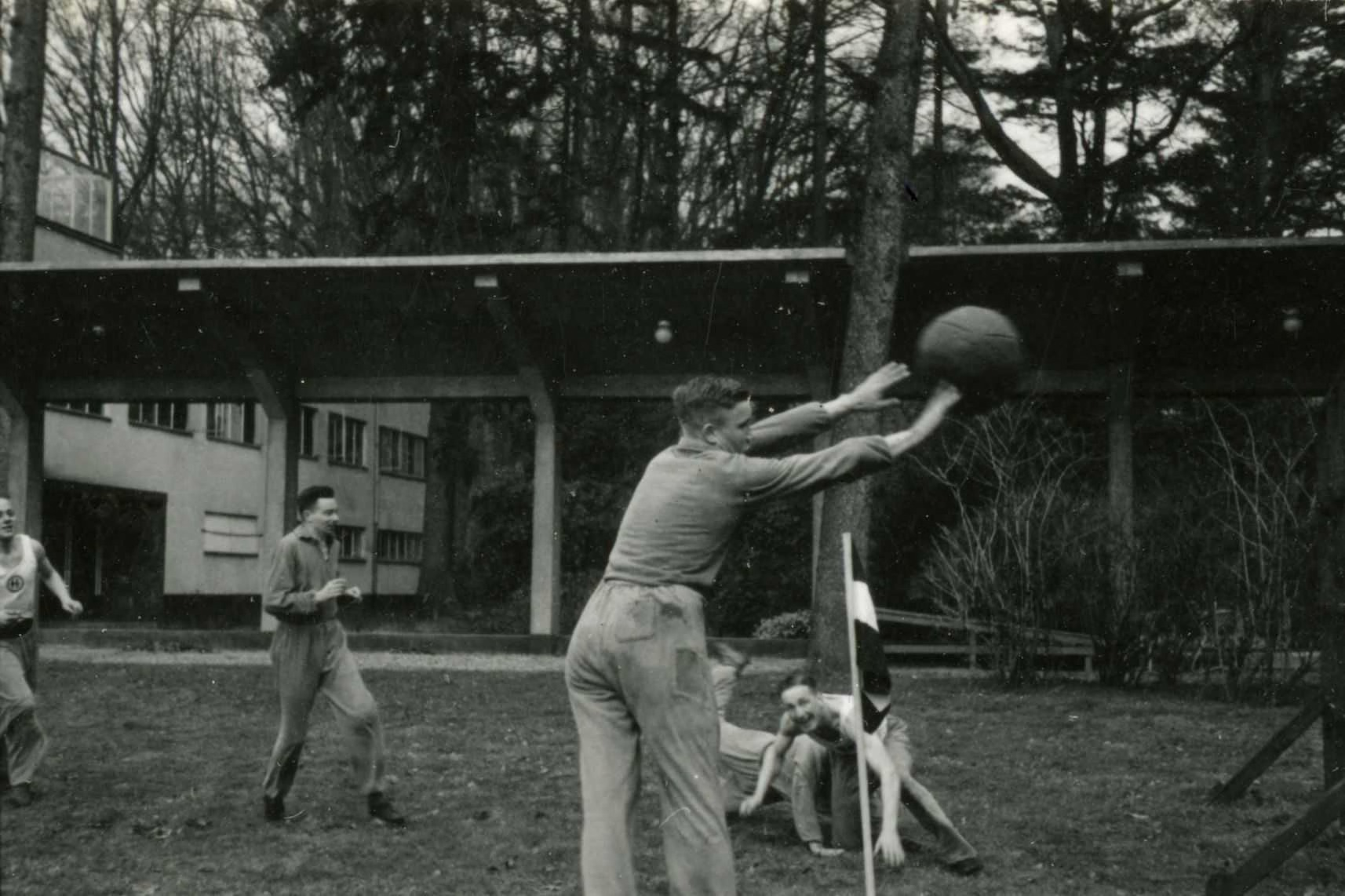